# Лоуренс, Арнольд Уолтер
Арнольд Уолтер Лоуренс (англ. Arnold Walter Lawrence; 2 мая 1900, Оксфорд — 31 марта 1991, Уилтшир, Англия) — британский специалист по классической скульптуре и архитектуре. Профессор Кембриджа, член Британской академии.
Самый младший брат Т. Э. Лоуренса, известного как Лоуренс Аравийский, после смерти которого в 1935 году — его литературный приказчик.
Окончил оксфордский Нью-колледж в 1921 году с дипломом по классической археологии. Изначально хотел обучаться южноамериканской археологии, однако ни в одном британском университете она тогда не преподавалась.
В 1921 году студент Британской школы в Риме, затем до 1926 года занимался в Британской школе в Афинах.
В 1944—1951 гг. кембриджский Лоуренсовский профессор классической археологии.
Затем первый профессор археологии в Университете Ганы.
С 1957 года в отставке.
В 1927 году выпустил первую книгу, в 1929 году — вторую.
Был женат с 1925 года, дочь.